# Heleno Fragoso
Heleno Cláudio Fragoso (Nova Iguaçu, 5 de fevereiro de 1926 — Rio de Janeiro, 18 de maio de 1985) foi um destacado advogado criminal, jurista e escritor brasileiro.
Era filho de Luciano Fragoso e Felicia Ayres Fragoso. Perdeu o pai aos 2 anos de idade, tendo tido uma infância difícil. Faleceu aos 59 anos de idade.

## Atividade profissional
Foi um dos mais importantes advogados de presos políticos na época da ditadura militar, defendendo inúmeras pessoas acusadas de oposição ao regime, tais como o ilustre historiador Caio da Silva Prado Júnior, Niomar Moniz Sodré Bittencourt, dona do Correio da Manhã, Ênio Silveira, dono da Editora Civilização Brasileira, Stuart Angel Jones, filho da estilista Zuzu Angel, Francisco Pinto, deputado acusado de crime contra a segurança nacional, por críticas ao general Augusto Pinochet, dentre outros.  
Ouça segmento com participação de Heleno Fragoso, na defesa, no Superior Tribunal Militar, em sessão secreta: link para ouvir . A divulgação é projeto do Superior Tribunal Militar com a Ordem dos Advogados do Brasil: link de discurso .  
Foi Vice-Presidente do Conselho Federal da Ordem dos Advogados do Brasil, que, à época, era presidida pelo professor Caio Mário da Silva Pereira.  Foi Conselheiro Federal da OAB por vários biênios.  Exerceu, também, a vice-presidência da Seção da OAB do antigo Estado da Guanabara, hoje Estado do Rio de Janeiro.  Membro efetivo do Instituto dos Advogados Brasileiros, integrando seu Conselho Superior.
Foi um dos mais respeitados defensores de direitos humanos na época da ditadura militar, sendo, por isso, até preso pelos agentes da repressão, em 1970, juntamente com os advogados Augusto Sussekind de Moraes Rego e George Tavares e com o maestro Erlon Chaves. 
Sobre a prisão, consultar um dos livros que a descreve: link 

## O Jurista
Narra René Ariel Dotti: "A extraordinária devoção à causa da liberdade ganhou intensidade em trabalhos doutrinários nos quais Heleno Fragoso denunciava o regime de terror implantado pela legislação de segurança nacional, a partir do malsinado Decreto-lei nº 314, de 13 de março de 1967. Aquele foi o primeiro diploma sobre delitos políticos editado com base nos atos institucionais baixados depois de 9 de abril de 1964 pelos governos militares. O Decreto-lei nº 314/67 revogou a Lei nº 1.802, de 5 de janeiro de 1953, promulgada sob o regime da Constituição liberal de 1946. O Decreto-lei nº 314/67 foi modificado pelo Decreto-lei nº 510, de 20 de março de 1969. A doutrina da segurança nacional, reafirmada no Ato Institucional nº 14, de 5 de setembro de 1969, que modificou a Constituição estabelecendo as penas de morte e de prisão perpétua para as infrações políticas, inspirou o famigerado Decreto-lei nº 898,de 29 de setembro de 1969; o Decreto-lei nº 975, de 20 de outubro de 1969 e a Leis nº 5.786, de 27 de junho de 1972.49  Ao longo daqueles ásperos tempos, Heleno Fragoso intensificou a sua advocacia libertária junto aos tribunais militares. Sempre denunciando a extrema severidade das penas, a sua desproporcionalidade em relação aos ilícitos, a desigualdade das armas na relação processual, o cerceamento de defesa e, em suma, a intolerância política e ideológica do Estado e de grupos militares, políticos e empresariais que sustentavam o regime de extrema direita. O vigor das críticas não cegava, porém, o horizonte de Heleno Fragoso que, como advogado e jurista, saudava as reformas benéficas e graduais da legislação revolucionária. Assim ocorreu quando foi promulgada a Lei nº 6.620, de 18 de dezembro de 1978, sob a vigência do Ato Institucional nº 11, de 13 de outubro de 1978, que restaurou a orientação da pena de prisão perpétua e de morte, salvo, quanto a esta última, para os crimes militares cometidos durante o tempo de guerra.
O alento com a atenuação dos tormentos e facismos da legislação antisubversiva que envolvia os advogados e os perseguidos políticos, sempre lutando ao lado de outros setores lúcidos da sociedade para revogar as leis de exceção, confortava também a alma de Heleno Fragoso. Mas não impedia que o vigor da sua crítica se mantivesse fiel às esperanças de uma modificação integral das leis de segurança nacional editadas nos anos 60 e 70. A propósito e na qualidade de Membro da Comissão Internacional de Juristas, Heleno Fragoso escreveu um pequeno-grande livro intitulado Lei de Segurança Nacional ― Uma experiência antidemocrática e dedicado aos advogados defensores de presos políticos. Nesta obra, o autor prossegue o trabalho por ele mesmo realizado para o Conselho Federal da Ordem dos Advogados do Brasil e acolhido como seu pronunciamento oficial no momento em que se anunciou o propósito de reformar a lei de segurança nacional vigente, o terrível e fantasmagórico Decreto-lei nº 898/69. (...)
As profundas e constantes inquietações com os rumos dos governos autoritários que se sucediam no Brasil depois de abril de 1964 e a insegurança jurídica decorrente da legislação de pânico sob a capa da segurança nacional, levaram Heleno Fragoso a escolher os temas do terrorismo e da criminalidade política para a elaboração de sua tese de concurso para Professor Titular de Direito Penal da Universidade do Estado do Rio de Janeiro (1980). Além dos aspectos históricos e dogmáticos, tratados com rigor científico e clareza de linguagem, a tese constitui uma obra de leitura obrigatória para os estudiosos do Direito Internacional Penal e para todos os profissionais das letras jurídicas interessados em conhecer a teoria e a prática da legislação sobre a segurança nacional em nosso país durante o período coberto pelo trabalho. E desnuda, também, um corpo de delito das violências cometidas em nome e no interesse de uma nova ordem política e ideológica que tanto sacrificou as liberdades públicas, os direitos e as garantias individuais, produzindo fatores de desagregação e atraso da sociedade civil."
Sobre seus estudos: "A profunda e envolvente temática sobre os problemas mais críticos da pena privativa de liberdade recebeu de Heleno Fragoso a permanente atenção durante o último lustro de sua fecunda produção intelectual. Além dos escritos já mencionados, o inesquecível mestre e amigo coordenou um magnífico trabalho de pesquisa realizada pelo Instituto de Ciências Penais do Rio de Janeiro. A sua abordagem, em forma de ensaio, sobre as perspectivas jurídicas e criminológicas do mundo carcerário e o relatório elaborado por Yolanda Catão e Elizabeth Sussekind constituem partes indissociáveis de um inventário trágico. Uma obra que não pode faltar na biblioteca dos profissionais do Direito Criminal e dos trabalhadores do sistema penitenciário."
E disserta sobre o trabalho de compilação científica: "O Anteprojeto de Código Penal foi integralmente publicado nos volumes nºs 1 (abril e junho) e 2 (julho e setembro) do ano de 1963, na Revista Brasileira de Criminologia e Direito Penal que ingressava em sua nova fase graças à liderança intelectual de Heleno Fragoso e ao valioso apoio da Universidade do Estado da Guanabara. A Revista passou a ser o órgão oficial do Instituto de Criminologia da Universidade do referido Estado.
Heleno Fragoso foi o secretário da Revista em seu novo período de existência e o grande animador cultural. Não somente atuava nas funções de secretário. Era, também, o diretor de fato, minucioso como organizador paciente das colaborações. Graças ao seu talento e à sua perseverança, a Revista Brasileira de Criminologia e Direito Penal e suas sucessoras mantiveram durante vinte anos justo destaque nacional e internacional. O seu primeiro número ― durante a fase de 1963 a 1967 ―, continha expressivas matérias. Basta a simples indicação de autores, temas e seções da publicação para se avaliar o grande vazio dos dias presentes: Nélson Hungria, “Direito Penal e Criminologia”; Howard B. Gill, “Filosofia Correcional e Arquitetura”; Darcy Arruda Miranda, “O Problema Criminológico do Alcoolismo”; Theodolindo Castiglione, “O que Revela a Criminalidade das Favelas”; Magalhães Noronha, “O Tecnicismo-Jurídico Penal”; Armida Bergamini Miotto, “Problemas suscitados pela Publicidade dada aos Fatos Criminosos”; Everardo Luna, “As Ciências Penais”; Aloysio Maria Teixeira, “Publicidade dos Atos Criminais e dos Processos Penais”; Paulo José da Costa Júnior, “Presunção Normativa de Perigosidade e Jursidicionalização da Medida de Segurança” e Edgard de Moura Bittencourt, “Vitimologia como Ciência”.  Além da seção denominada Doutrina, aquele número da Revista mantinha espaços para a Crônica: Paulo José da Costa Júnior, “Luto nas Letras Jurídicas” (homenagem póstuma a Giulio Battaglini); Notas e Informações: sobre a reforma da legislação penal; visita de Giuseppe Bettiol; Curso Internacional de Criminologia em Israel; penalistas brasileiros na Colômbia e a outorga do Prêmio Alcântara Machado; Noticiário do Instituto de Criminologia; Resenha Bibliográfica: Eliezer Rosa, sobre os Elementos de Direito processual Penal, de José Frederico Marques; Heleno Cláudio Fragoso, comentando os escritos comemorativos ao 70º aniversário de Eberhard Schmidt; Paulo José da Costa Júnior, comentando a 2ª edição do volume 1 do Direito Penal, de Magalhães Noronha; Lieib Soibelman, resumindo a obra Técnica e Tática da Defesa Criminal, de Serrano Neves e Heleno Cláudio Fragoso, Comentando o lançamento do volume III do Direito Penal ― Parte Geral, de Aníbal Bruno."

## Atividade acadêmica
Formado em Direito pela Faculdade Nacional de Direito da UFRJ, no Estado da Guanabara, em 1951.
Entre 1955 e 1985, foi professor de Direito Penal da Universidade Candido Mendes, chegando à cátedra e à direção do Departamento de Direito Penal.  
Professor Titular de Direito Penal da UERJ, mediante concurso público realizado em abril de 1981, com a tese Terrorismo e Criminalidade Política, posteriormente editada pela Editora Forense. 
Livre-Docente de Direito Penal na Universidade Federal do Rio de Janeiro, com a monografia Conduta Punível.    
Foi professor de Direito Penal na UFRJ na década de 1960, sendo afastado do magistério ali pelo Prof. Benjamim de Moraes por ordem da  ditadura militar. 
Professor honoris causa pela Universidade de Coimbra, Portugal. 
Professor visitante de Direito Penal na Faculdade de Direito da Universidade de Nova York, em 1966. 
Vice-Presidente da Comissão Internacional de Juristas, com sede em Genebra, e da Associação Internacional de Direito Penal, sediada em Paris, cuja seção brasileira presidiu entre 1974 e 1985.
Editor da Revista de Ciências Penais, que apareceu em 35 números, findando com o seu falecimento.  
Diretor do Instituto de Ciências Penais do Rio de Janeiro, do qual fizeram parte inúmeros destacados professores de Direito Penal, tais como Nilo Batista, Juarez Tavares, Juarez Cirino dos Santos, Heitor Costa Junior, Técio Lins e Silva, Sergio Verani, Arthur Lavigne Junior, Fernando Fragoso, entre outros. 
É considerado, juntamente com João Mestieri, um dos introdutores da teoria finalista da ação, de Hans Welzel, no Brasil. 
Participou de inúmeros colóquios, seminários e congressos de Direito Penal, inclusive como perito da ONU em um de seus congressos. 
Foi membro do conselho editorial de vários periódicos especializados em ciências penais. "Além de artigos tratando de temas jurídico-penais de vários países, Heleno Fragoso produziu textos de grande ressonância internacional e que mereceram edição na Alemanha, na Itália, França, Estados Unidos e América Latina."

## Livros
- Lições de Direito Penal, Parte Geral (1a. edição, 1976; 17a. edição, 2006, atualizada por Fernando Fragoso)
- Lições de Direito Penal, Parte Especial, 2 volumes (1a. edição, 1958)
- Comentários ao Código Penal (atualização da obra de Nelson Hungria)
- Terrorismo e Criminalidade Política (1981)
- A justiça penal e a revolução (1965)
- Advocacia da liberdade (1984)
- Direito Penal e Direitos Humanos (1977)
- Direitos dos Presos (em co-autoria com Yolanda Catão) (1980).
- Conduta Punível (1961)
- Jurisprudência Criminal
- Lei de Segurança Nacional: uma experiência antidemocrática
- Abuso de Drogas na Legislação Brasileira